# Protestas en Bangladés de 2010
Las protestas en Bangladés de 2010 fueron una ola de manifestaciones y huelgas de trabajadores de la confección en todo Bangladés que comenzaron el 19 de junio, cuando cientos de trabajadores salieron a las calles para una huelga de 8 días por los bajos salarios en Ashulia. El 30 de julio volvieron a producirse violentas protestas y manifestaciones callejeras, cuando miles de personas se amotinaron contra los bajos salarios. Cerca de 15 000 manifestantes participaron en los disturbios y manifestaciones y fueron principalmente golpeados y arrestados, incluidos 10 niños. El 16 de agosto, los manifestantes marcharon nuevamente y celebraron manifestaciones por los bajos salarios de los trabajadores, 21 manifestantes fueron arrestados y en Dhaka, los manifestantes se enfrentaron con las fuerzas de seguridad.